# Lista de deputados estaduais do Rio Grande do Sul da 46.ª legislatura
Esta é uma lista de deputados estaduais do Rio Grande do Sul. São relacionados o nome civil dos parlamentares que foram eleitos em 1982.

## Composição das bancadas
| Partido | Líder                | Bancada | Posição      |
| ------- | -------------------- | ------- | ------------ |
| PDS     | Adylson Motta        | 23 / 56 | Governo      |
| PMDB    | Germano Rigotto      | 21 / 56 | Oposição     |
| PDT     | João Vicente Goulart | 12 / 56 | Independente |

## Deputados estaduais
| Número | Deputado                                | Partido | Votos  | Cidade onde Nasceu     | Estado            |
| ------ | --------------------------------------- | ------- | ------ | ---------------------- | ----------------- |
| 11990  | Adylson Motta                           | PDS     | 53.870 | São Luiz Gonzaga       | Rio Grande do Sul |
| 11334  | Leônidas Ribas                          | PDS     | 50.552 | Santo Ângelo           | Rio Grande do Sul |
| 11485  | Jarbas Lima                             | PDS     | 48.694 | Lagoa Vermelha         | Rio Grande do Sul |
| 15146  | Eugênio Nelson Ritzel                   | PMDB    | 44.766 | Dois Irmãos            | Rio Grande do Sul |
| 11709  | Erico Pegoraro                          | PDS     | 41.072 | Canguçu                | Rio Grande do Sul |
| 15274  | Algir Lorenzon                          | PMDB    | 40.479 | Catuípe                | Rio Grande do Sul |
| 15911  | Eclea Terezinha Guazzeli                | PMDB    | 38.738 | Porto Alegre           | Rio Grande do Sul |
| 15462  | Carlos Giacomazzi                       | PMDB    | 37.515 | Erechim                | Rio Grande do Sul |
| 15915  | Francisco Carrion Júnior                | PMDB    | 36.549 | Porto Alegre           | Rio Grande do Sul |
| 11239  | Antônio Carlos Borges                   | PDS     | 36.258 | Arvorezinha            | Rio Grande do Sul |
| 15150  | Hilário Braun                           | PMDB    | 36.092 | Três Passos            | Rio Grande do Sul |
| 11735  | Sérgio Ilha Moreira                     | PDS     | 35.749 | Porto Alegre           | Rio Grande do Sul |
| 11340  | Geraldo Germano                         | PDS     | 35.401 | Cachoeira do Sul       | Rio Grande do Sul |
| 11802  | Romeu Martinelli                        | PDS     | 34.865 | Passo Fundo            | Rio Grande do Sul |
| 15211  | Ruy Carlos Ostermann                    | PMDB    | 34.481 | São Leopoldo           | Rio Grande do Sul |
| 15547  | Cezar Schirmer                          | PMDB    | 34.424 | Santa Maria            | Rio Grande do Sul |
| 15647  | Dorival Cândido Luz de Oliveira         | PMDB    | 34.307 | Gravataí               | Rio Grande do Sul |
| 11600  | Silvérius Kist                          | PDS     | 34.019 | Santa Cruz do Sul      | Rio Grande do Sul |
| 15417  | Celso Testa                             | PMDB    | 33.191 | Passo Fundo            | Rio Grande do Sul |
| 11645  | Rubi Mathias Diehl                      | PDS     | 32.497 | Viamão                 | Rio Grande do Sul |
| 12781  | João Goulart Filho                      | PDT     | 32.476 | Rio de Janeiro         | Rio de Janeiro    |
| 15193  | José Ivo Sartori                        | PMDB    | 31.866 | Farroupilha            | Rio Grande do Sul |
| 11708  | Roberto Athayde Cardona                 | PDS     | 31.346 | Pelotas                | Rio Grande do Sul |
| 15428  | Germano Rigotto                         | PMDB    | 31.242 | Caxias do Sul          | Rio Grande do Sul |
| 15194  | José Paulo Bisol                        | PMDB    | 31.210 | Porto Alegre           | Rio Grande do Sul |
| 12818  | Carlos Araújo                           | PDT     | 30.717 | São Francisco de Paula | Rio Grande do Sul |
| 15138  | Jauri Gomes de Oliveira                 | PMDB    | 30.298 | São Luiz Gonzaga       | Rio Grande do Sul |
| 15368  | Ivo Mainardi                            | PMDB    | 30.160 | Arroio do Tigre        | Rio Grande do Sul |
| 11730  | Loris Reali                             | PDS     | 29.562 | Novo Hamburgo          | Rio Grande do Sul |
| 11500  | Luiz Fernando Staub                     | PDS     | 29.092 | Venâncio Aires         | Rio Grande do Sul |
| 11909  | Francisco Lisboa Napoli                 | PDS     | 28.948 | Alvorada               | Rio Grande do Sul |
| 11412  | Alceu Francisco Martins da Rosa         | PDS     | 28.640 | Taquara                | Rio Grande do Sul |
| 11824  | Valmir Susin                            | PDS     | 28.558 | Caxias do Sul          | Rio Grande do Sul |
| 15692  | Antenor Ferrari                         | PMDB    | 27.918 | Bento Gonçalves        | Rio Grande do Sul |
| 11875  | Camilo Moreira                          | PDS     | 27.254 | Sapucaia do Sul        | Rio Grande do Sul |
| 15573  | Antonio Lorenzi                         | PMDB    | 26.579 | Sapiranga              | Rio Grande do Sul |
| 11215  | Dercy Terezinha Furtado                 | PDS     | 25.994 | Porto Alegre           | Rio Grande do Sul |
| 12938  | Élio Corbellini                         | PDT     | 25.983 | Porto Alegre           | Rio Grande do Sul |
| 15230  | Antonio Lorenzi                         | PMDB    | 25.676 | Cachoeirinha           | Rio Grande do Sul |
| 11486  | Alecrides Sant' Anna de Moraes          | PDS     | 25.660 | Uruguaiana             | Rio Grande do Sul |
| 12247  | Olímpio Sergio Albrecht                 | PDT     | 25.398 | São Leopoldo           | Rio Grande do Sul |
| 12775  | Porfírio Peixoto                        | PDT     | 24.951 | São Luiz Gonzaga       | Rio Grande do Sul |
| 12748  | Romildo Bolzan                          | PDT     | 24.885 | Cachoeira do Sul       | Rio Grande do Sul |
| 11292  | Vercidino Albarello                     | PDS     | 24.807 | Palmitinho             | Rio Grande do Sul |
| 11421  | Luiz Antônio Possebon                   | PDS     | 24.422 | Canoas                 | Rio Grande do Sul |
| 11529  | Horst Ernest Volk                       | PDS     | 23.847 | Campo Bom              | Rio Grande do Sul |
| 11386  | Marino Andrade                          | PDS     | 23.134 | Erechim                | Rio Grande do Sul |
| 11129  | Rubens Emil Corrêa (suplente)           | PDS     | 23.115 | Rio Grande             | Rio Grande do Sul |
| 15301  | Rodolfo Rospide Netto                   | PMDB    | 22.962 | Iraí                   | Rio Grande do Sul |
| 15715  | Hélio Musskopf                          | PMDB    | 22.713 | Bom Retiro do Sul      | Rio Grande do Sul |
| 11223  | Airton Santos Vargas (suplente)         | PDS     | 22.690 | Pelotas                | Rio Grande do Sul |
| 11119  | Nestor Fips Schneider (suplente)        | PDS     | 22.551 | Campo Bom              | Rio Grande do Sul |
| 11753  | Pedro Américo Leal (suplente)           | PDS     | 21.704 | Porto Alegre           | Rio Grande do Sul |
| 15492  | André Nivaldo Jager Soares              | PMDB    | 21.364 | Uruguaiana             | Rio Grande do Sul |
| 15253  | Gilberto Mussi (suplente)               | PMDB    | 21.179 | Canguçu                | Rio Grande do Sul |
| 12301  | Carlos Renan Kurtz                      | PDT     | 20.753 | Santa Maria            | Rio Grande do Sul |
| 15715  | Guaracy Marinho (suplente)              | PMDB    | 20.687 | Porto Alegre           | Rio Grande do Sul |
| 12223  | Francisco Dequi                         | PDT     | 20.507 | Gaurama                | Rio Grande do Sul |
| 15119  | Gleno Scherer (suplente)                | PMDB    | 20.451 | Venâncio Aires         | Rio Grande do Sul |
| 12753  | Dilamar Machado                         | PDT     | 20.042 | São Luiz Gonzaga       | Rio Grande do Sul |
| 12492  | Benno Orlando Burmann                   | PDT     | 19.960 | Santa Maria            | Rio Grande do Sul |
| 15253  | Eligio Meneghetti (suplente)            | PMDB    | 18.957 | Porto Alegre           | Rio Grande do Sul |
| 15634  | João Osório (suplente)                  | PMDB    | 18.946 | Camaquã                | Rio Grande do Sul |
| 12630  | Valdomiro Rocha Lima                    | PDT     | 18.090 | Rio Grande             | Rio Grande do Sul |
| 12651  | Joãozinho Severiano                     | PDT     | 17.498 | Porto Alegre           | Rio Grande do Sul |
| 12352  | José Luis Bolzan Rossignollo (suplente) | PDT     | 17.485 | Rosário do Sul         | Rio Grande do Sul |